# Janusz Rutkowski (koszykarz)
Janusz Rutkowski (ur. 1955) – polski koszykarz, występujący na pozycji obrońcy, młodzieżowy reprezentant Polski.

## Osiągnięcia
Reprezentacja
- Uczestnik mistrzostw Europy U–18 (1974 – 6. miejsce)[1]